# Litouwen op de Olympische Spelen

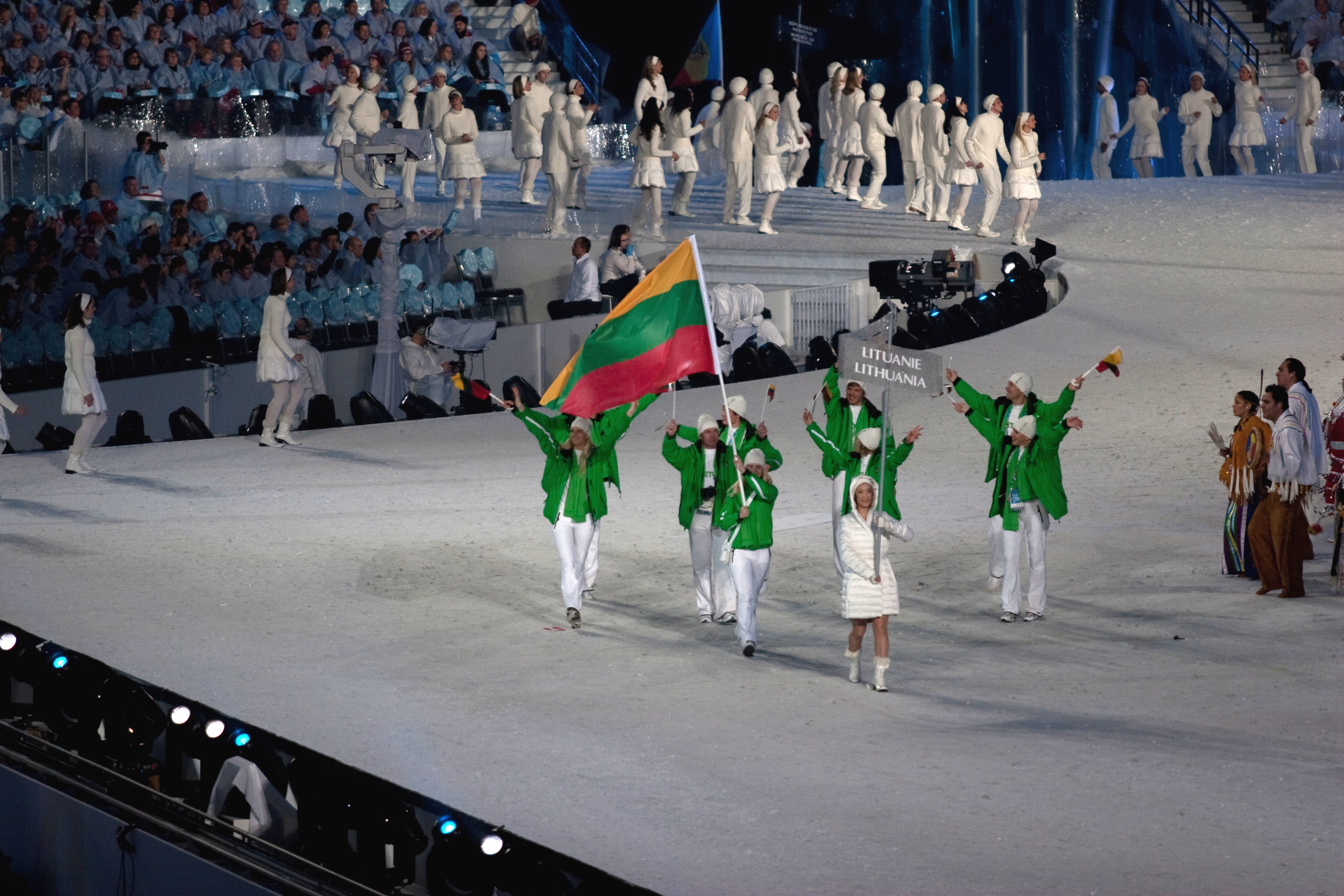
Litouwse ploeg bij de opening van de Olympische Winterspelen 2010

Litouwen is een van de landen die deelneemt aan de Olympische Spelen. Litouwen debuteerde op de Zomerspelen van 1924. Vier jaar later, in 1928, kwam het voor het eerst uit op de Winterspelen.
Van 1948 tot en met 1988 was het land als de SSR Litouwen onderdeel van de Sovjet-Unie en namen de Litouwers (eventueel) deel als lid van het Sovjetteam. Vanaf 1992 nam het weer als onafhankelijk land deel aan de Spelen.
Parijs 2024 was voor Litouwen de elfde deelname aan de Zomerspelen, in 2022 werd voor de tiende keer deelgenomen aan de Winterspelen.

## Medailles en deelnames
Er werden 30 medailles gewonnen, alle op de Zomerspelen. Deze medailles werden in twaalf olympische sporten behaald. De eerste medaille, een gouden, werd in 1992 in de atletiek door discuswerper Romas Ubartas gewonnen. Op de Spelen van 1988 had hij al zilver veroverd op dit onderdeel als deelnemer van de Sovjet-Unie. De discuswerper Virgilijus Alekna is de 'succesvolste' deelnemer, hij won in 2000 en 2004 een gouden medaille en in 2008 brons. Andere meervoudige medaillewinnaars zijn de moderne vijfkampers Andrejus Zadneprovskis (2004 zilver, 2008 brons) en Laura Asadauskaitė (2012 goud, 2020 zilver) en zes mannen van het olympisch basketbalteam. Dit team won drie keer op rij de bronzen medaille in het basketbaltoernooi (1992, 1996 en 2000), hiervan nam Gintaras Einikis aan alle drie de toernooien deel en vijf mannen ieder tweemaal (3x 1992-1996, 2x 1996-2000).

### Overzicht
De tabel geeft een overzicht van de jaren waarin werd deelgenomen, het aantal gewonnen medailles en de eventuele plaats in het medailleklassement.
| Zomerspelen | Zomerspelen | Zomerspelen | Zomerspelen | Zomerspelen | Zomerspelen |        | Winterspelen | Winterspelen | Winterspelen | Winterspelen | Winterspelen | Winterspelen |
| Jaar        | Goud        | Zilver      | Brons       | Totaal      | Rang        | Jaar   | Goud         | Zilver       | Brons        | Totaal       | Rang         |              |
| 1924        | 0           | 0           | 0           | 0           | -           | 1924   | -            | -            | -            | -            | -            |              |
| 1928        | 0           | 0           | 0           | 0           | -           | 1928   | 0            | 0            | 0            | 0            | -            |              |
| 1932        | -           | -           | -           | -           | -           | 1932   | -            | -            | -            | -            | -            |              |
| 1936        | -           | -           | -           | -           | -           | 1936   | -            | -            | -            | -            | -            |              |
| 1948        | -           | -           | -           | -           | -           | 1948   | -            | -            | -            | -            | -            |              |
| 1952        | -           | -           | -           | -           | -           | 1952   | -            | -            | -            | -            | -            |              |
| 1956        | -           | -           | -           | -           | -           | 1956   | -            | -            | -            | -            | -            |              |
| 1960        | -           | -           | -           | -           | -           | 1960   | -            | -            | -            | -            | -            |              |
| 1964        | -           | -           | -           | -           | -           | 1964   | -            | -            | -            | -            | -            |              |
| 1968        | -           | -           | -           | -           | -           | 1968   | -            | -            | -            | -            | -            |              |
| 1972        | -           | -           | -           | -           | -           | 1972   | -            | -            | -            | -            | -            |              |
| 1976        | -           | -           | -           | -           | -           | 1976   | -            | -            | -            | -            | -            |              |
| 1980        | -           | -           | -           | -           | -           | 1980   | -            | -            | -            | -            | -            |              |
| 1984        | -           | -           | -           | -           | -           | 1984   | -            | -            | -            | -            | -            |              |
| 1988        | -           | -           | -           | -           | -           | 1988   | -            | -            | -            | -            | -            |              |
| 1992        | 1           | 0           | 1           | 2           | 34          | 1992   | 0            | 0            | 0            | 0            | -            |              |
| 1996        | 0           | 0           | 1           | 1           | 71          | 1994   | 0            | 0            | 0            | 0            | -            |              |
| 2000        | 2           | 0           | 3           | 5           | 33          | 1998   | 0            | 0            | 0            | 0            | -            |              |
| 2004        | 1           | 2           | 0           | 3           | 45          | 2002   | 0            | 0            | 0            | 0            | -            |              |
| 2008        | 0           | 2           | 3           | 5           | 56          | 2006   | 0            | 0            | 0            | 0            | -            |              |
| 2012        | 2           | 1           | 2           | 5           | 34          | 2010   | 0            | 0            | 0            | 0            | -            |              |
| 2016        | 0           | 1           | 3           | 4           | 64          | 2014   | 0            | 0            | 0            | 0            | -            |              |
| 2020        | 0           | 1           | 0           | 1           | 77          | 2018   | 0            | 0            | 0            | 0            | -            |              |
| 2024        | 0           | 2           | 2           | 4           | 70          | 2022   | 0            | 0            | 0            | 0            | -            |              |
| Totaal      | 6           | 9           | 15          | 30          |             | Totaal | 0            | 0            | 0            | 0            |              |              |
| Tot. Z+W    | 6           | 9           | 15          | 30          |             |        |              |              |              |              |              |              |

### Per deelnemer
| Editie | Sport            | Olympiër                               | Onderdeel                             | Medaille |
| ------ | ---------------- | -------------------------------------- | ------------------------------------- | -------- |
| 1992   | Atletiek         | Romas Ubartas                          | discuswerpen (m)                      | Goud     |
| 1992   | Basketbal        | olympisch team                         | mannen                                | Brons    |
| 1996   | Basketbal        | olympisch team                         | mannen                                | Brons    |
| 2000   | Atletiek         | Virgilijus Alekna                      | discuswerpen (m)                      | Goud     |
| 2000   | Basketbal        | olympisch team                         | mannen                                | Brons    |
| 2000   | Roeien           | Kristina Poplavskaja Birutė Šakickienė | dubbel-twee (v)                       | Brons    |
| 2000   | Schietsport      | Daina Gudzinevičiūtė                   | trap (v)                              | Goud     |
| 2000   | Wielersport      | Diana Žiliūtė                          | wegwedstrijd (v)                      | Brons    |
| 2004   | Atletiek         | Virgilijus Alekna                      | discuswerpen (m)                      | Goud     |
| 2004   | Atletiek         | Austra Skujytė                         | zevenkamp (v)                         | Zilver   |
| 2004   | Moderne vijfkamp | Andrejus Zadneprovskis                 | mannen                                | Zilver   |
| 2008   | Atletiek         | Virgilijus Alekna                      | discuswerpen (m)                      | Brons    |
| 2008   | Moderne vijfkamp | Edvinas Krungolcas                     | mannen                                | Zilver   |
| 2008   | Moderne vijfkamp | Andrejus Zadneprovskis                 | mannen                                | Brons    |
| 2008   | Worstelen        | Mindaugas Mizgaitis                    | grieks-romeins, superzwaargewicht (m) | Brons    |
| 2008   | Zeilen           | Gintare Volungeviciute                 | eenpersoonsjol (laser radial) (v)     | Zilver   |
| 2012   | Boksen           | Evaldas Petrauskas                     | lichtgewicht -60 kg (m)               | Brons    |
| 2012   | Kanovaren        | Jevgenij Shuklin                       | C1 200m (m)                           | Zilver   |
| 2012   | Moderne vijfkamp | Laura Asadauskaitė                     | vrouwen                               | Goud     |
| 2012   | Worstelen        | Aleksandr Kazakevič                    | grieks-romeins -74 kg (m)             | Brons    |
| 2012   | Zwemmen          | Rūta Meilutytė                         | 100m schoolslag (v)                   | Goud     |
| 2016   | Gewichtheffen    | Aurimas Didžbalis                      | middenzwaar (-94 kg) (m)              | Brons    |
| 2016   | Kanovaren        | Aurimas Lankas Edvinas Ramanauskas     | k-2 200 m (m)                         | Brons    |
| 2016   | Roeien           | Mindaugas Griškonis Saulius Ritter     | dubbel-twee (m)                       | Zilver   |
| 2016   | Roeien           | Milda Valčiukaitė Donata Vištartaitė   | dubbel-twee (v)                       | Brons    |
| 2020   | Moderne vijfkamp | Laura Asadauskaitė                     | vrouwen                               | Zilver   |

Afghanistan · Albanië · Algerije · Amerikaans-Samoa · Amerikaanse Maagdeneilanden · Andorra · Angola · Antigua en Barbuda · Argentinië · Armenië · Aruba · Australië · Azerbeidzjan · Bahama's · Bahrein · Bangladesh · Barbados · België · Belize · Benin · Bermuda · Bhutan · Bolivia · Bosnië en Herzegovina · Botswana · Brazilië · Britse Maagdeneilanden · Brunei · Bulgarije · Burkina Faso · Burundi · Cambodja · Canada · Centraal-Afrikaanse Republiek · Chili · China · Chinees Taipei · Colombia · Comoren · Congo-Brazzaville · Congo-Kinshasa · Cookeilanden · Costa Rica · Cuba · Cyprus · Denemarken · Djibouti · Dominica · Dominicaanse Republiek · Duitsland · Ecuador · Egypte · El Salvador · Equatoriaal-Guinea · Eritrea · Estland · Ethiopië · Fiji · Filipijnen · Finland · Frankrijk · Gabon · Gambia · Georgië · Ghana · Grenada · Griekenland · Groot-Brittannië · Guam · Guatemala · Guinee · Guinee-Bissau · Guyana · Haïti · Honduras · Hongarije · Hongkong · Ierland · IJsland · India · Indonesië · Irak · Iran · Israël · Italië · Ivoorkust · Jamaica · Japan · Jemen · Jordanië · Kaaimaneilanden · Kaapverdië · Kameroen · Kazachstan · Kenia · Kirgizië · Kiribati · Koeweit · Kosovo · Kroatië · Laos · Lesotho · Letland · Libanon · Liberia · Libië · Liechtenstein · Litouwen · Luxemburg · Madagaskar · Malawi · Malediven · Maleisië · Mali · Malta · Marokko · Marshalleilanden · Mauritanië · Mauritius · Mexico · Micronesië · Moldavië · Monaco · Mongolië · Montenegro · Mozambique · Myanmar · Namibië · Nauru · Nederland · Nepal · Nicaragua · Nieuw-Zeeland · Niger · Nigeria · Noord-Korea · Noord-Macedonië · Noorwegen · Oeganda · Oekraïne · Oezbekistan · Oman · Oost-Timor · Oostenrijk · Pakistan · Palau · Palestina · Panama · Papoea-Nieuw-Guinea · Paraguay · Peru · Polen · Portugal · Puerto Rico · Qatar · Roemenië · Rusland · Rwanda · Saint Kitts en Nevis · Saint Lucia · Saint Vincent en de Grenadines · Salomonseilanden · Samoa · San Marino · Saoedi-Arabië · Sao Tomé en Principe · Senegal · Servië · Seychellen · Sierra Leone · Singapore · Slovenië · Slowakije · Somalië · Spanje · Sri Lanka · Soedan · Suriname · Swaziland · Syrië · Tadzjikistan · Tanzania · Thailand · Togo · Tonga · Trinidad en Tobago · Tsjaad · Tsjechië · Tunesië · Turkije · Turkmenistan · Tuvalu · Uruguay · Vanuatu · Venezuela · Verenigde Arabische Emiraten · Verenigde Staten · Vietnam · Wit-Rusland · Zambia · Zimbabwe · Zuid-Afrika · Zuid-Korea · Zuid-Soedan · Zweden · Zwitserland
Historische landen: Bohemen · Bondsrepubliek Duitsland · Brits-Indië · Duitse Democratische Republiek · Joegoslavië · Malaya · Nederlandse Antillen · Noord-Borneo · Noord-Jemen · Saarland · Servië en Montenegro · Sovjet-Unie · Tsjecho-Slowakije · West-Indische Federatie · Zuid-Jemen
Bijzondere deelnames: Onafhankelijke olympische atleten · Vluchtelingenteam 
 Australazië · Duits Eenheidsteam · Gemengd team · Gezamenlijk Team